# 紀要
紀要（きよう、英: bulletin, memoirs）は、大学（短期大学を含む）などの教育機関や各種の研究所・博物館などが定期的に発行する学術雑誌のことである。

## 概要
日本では明治20年代から学術論文が発表され、「紀要」が最初に登場したのは、1914年（大正3年）の『東京帝国大学文科大学紀要』である。そして、全国の大学で「紀要」と称する雑誌が出たのは1952年（昭和27年）からである。タイトルに紀要とは明記されていないものの、1879年（明治12年）の"Memoirs of the Science Department, University of Tokyo, Japan"を日本最初の紀要とする意見もある。ちなみにこの掲載論文はモースによる大森貝塚の論文であったという。2000年時点で紀要は400タイトル以上刊行されており、雑誌全般からみても高い比率を誇る。
大学（短期大学を除く）の場合、各学部・研究科ごとに紀要を発行することがあり、毎年数多くの紀要が発行されている。高等専門学校も紀要を刊行しているほか、省庁や自治体など公的機関の傘下にある研究組織などが紀要を発行している場合もある。また、高等学校などの中等教育機関でも紀要を刊行することがあり、掲載論文が学術論文としてCiNiiに収録されている例もある。形式的には、各組織が直接の発行元とならず、その組織に所属する者を会員とする学会が発行するという形をとることもある。理学分野のように学派的な学術誌が中心的な役割を担っている領域では、大学における紀要の発行は減少したが、博物館の発行する紀要類は存続しているものが多い。
紀要の内容は主に論文であるが、場合によっては研究ノートのほかに、教職員や大学院生等の活動状況などが載せられている。
紀要の学術的水準に関しては、その審査が簡素な査読水準に留まる場合や、査読を行わない場合などさまざまであり、手続き上、掲載される文章の学術水準はまちまちである。かつては、「紀要は査読制が導入されていない」「学会誌や英文学術雑誌に比べて論文の水準が低い」「学内や学会にしか公開されず「誰も読まない」雑誌」などの批判があった。しかし、各大学が機関リポジトリを整備し、論文のオープンアクセス化が進展したことで、紀要の論文公開の早さ、紙幅の制限がなくサーベイや書評論文などを自由に書ける、オープンアクセス化で学内・学会外の多くの読者を獲得できるといったメリットが生まれた。一方、紀要による業績稼ぎや研究不正は、オープンアクセス化や読者層の拡大によって難しくなっている。紀要は大学が発行するため、研究不正を行った投稿者は研究職を失いかねないためである。
サンキュータツオは「査読が甘い雑誌」の一例として大学の紀要を挙げ、「査読が甘いということは悪いことではない。そういう雑誌にこそタガを外して思い切り言いたいこと、やりたいことを追求している人がいる」「一番気が抜けないのは、そのジャンルの流行ではない手法やテーマをあつかった論文が、査読の甘い雑誌で、ひそかに時代が変わるのを待ちながら投稿されている場合だ。彼らはパラダイムシフトが起こる時を、ただひたすらに待ち、淡々と己が道を究めているのだ」と好意的に評価している。
外国の学界は学派が中心で、研究を発表する報告（report）、講演や会議経過を発表する会議録（proceedings）、雑誌（bulletin, journal）などがあるが、名称は一定しない。

## 入手方法
紀要の多くは一般向けのものとは考えられていないため、通常は市販されておらず、発行元と関係のある図書館・研究者へ配布されたり、国立国会図書館などへ納本されたりする。その一部は、国立情報学研究所が運営するNII電子図書館などでも一般に公開されている。また、発行元に申し出れば、購入や無料配布を受けることが可能な場合もある。ただし研究者間では、論文の著者が同分野の研究者らに個人的に別刷りを配布することも多いため、紀要そのものの入手が不要なことも多い。
例外的に市販されている紀要としては、一橋大学関係の『一橋論叢』（発売: 日本評論社）、『一橋商学論叢』（発売: 白桃書房）などがある。また、大規模な総合大学では、東京大学出版会や東海大学出版会などの各大学の大学出版会が紀要集を製本して市販している例もある。
なお、各大学が機関リポジトリを整備したことで、紀要論文のオープンアクセス化が進展しており、オープンアクセス論文であればインターネット上で容易に閲覧できる。

## 意義
一つには、学会論文発表が難しい分野において、特に若手の研究者の研究発表の場を確保することにある。研究雑誌の刊行数が年2回程度であり、かつ学際的分野の論文が評価されにくい人文・社会系分野において、大学の紀要の果たす役割は大きい。
筑波大学が行ったCiNiiと連携する各サービスの文献需要に関する調査によれば、「人社系・紀要論文は本文があった場合にクリックされる割合が非常に高い。検索回数や論文本文提供数こそ少ないものの、強い文献需要が存在することがわかった」とされ、人社系における紀要論文の需要の高さがうかがえる。
また、人文系分野（特に日本文学・歴史学）では、新出資料や翻刻、解題や注釈をはじめとした資料紹介を紀要に掲載する場合が多い。紀要には、現資料を活字に直して注解と解読を加えるという論文以前の基礎作業を公開する意義がある。また、紀要に英文論文を投稿して英文雑誌への投稿の布石にしたり、日本で行った研究成果を日本国内に還元したりといった活用法もある。
紀要によっては、投稿資格を発行組織に所属する教員に限定し、大学院生等には原則として投稿を認めていない場合もあるが、関係大学院に所属する大学院生に投稿資格を与えたり、より広く関係機関外の研究者に門戸を開く例もある。また、大学院生の研究成果を公刊する目的で、投稿資格を大学院生に限る大学院紀要が発行されることもあり、分野によっては若手の大学院生が処女論文という形でデビューをする場として紀要が利用されることも多い。これには、大学院生の所属大学で発行する紀要に論文を書くことを通して、大学院生が専攻内で知られるとともに、その後の学会論文等の投稿へのステップとする意味合いがある。